# Unia Baptystyczna Australii
Unia Baptystyczna Australii (ang. Baptist Union of Australia) – największy baptystyczny związek wyznaniowy w Australii.

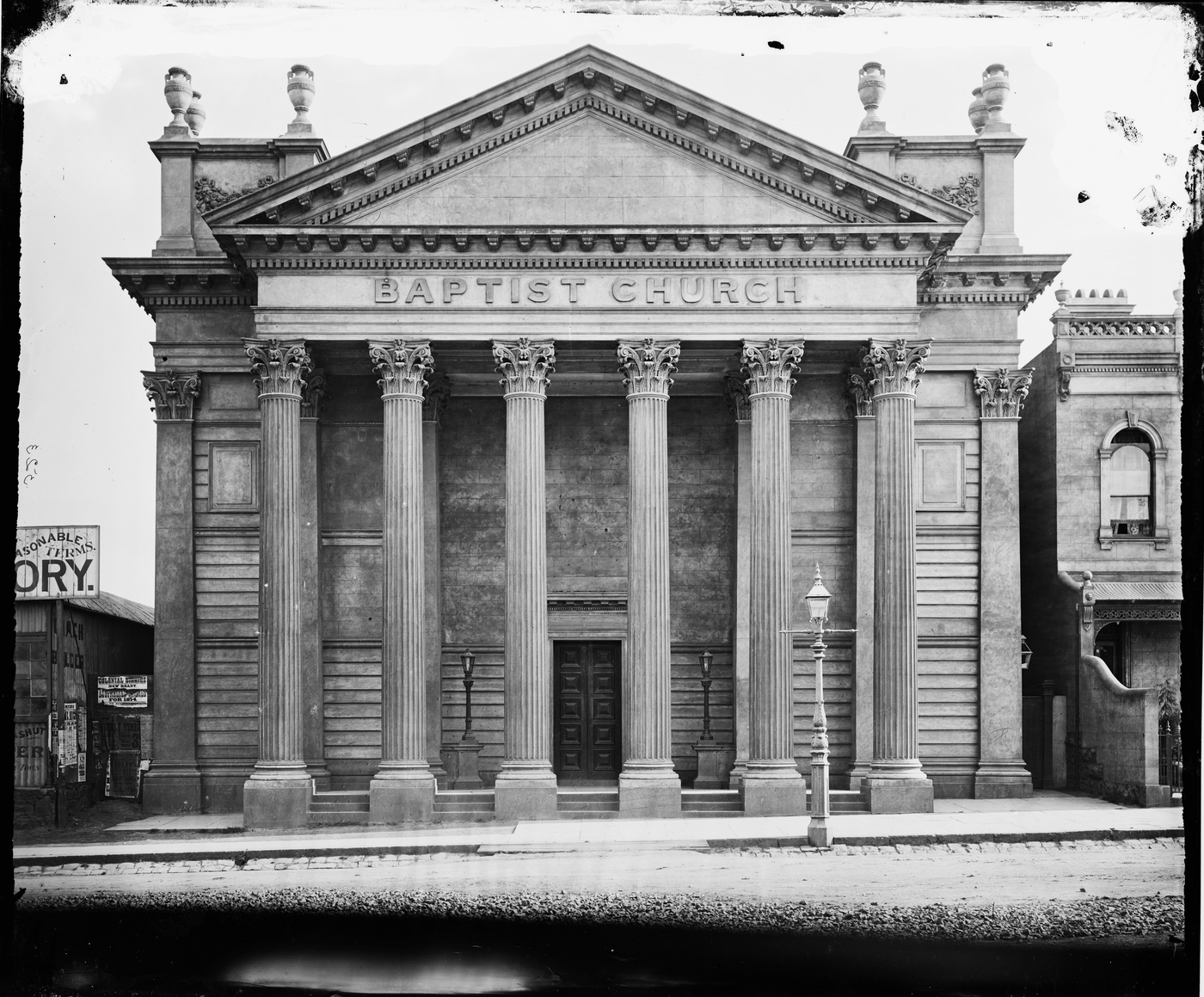
Kościół baptystyczny przy Albert Street w Melbourne (XIX wiek)

## Historia
Pierwsze nabożeństwo baptystyczne odprawiono w Sydney 24 kwietnia 1831. Pierwszym duchownym baptystycznym w Australii był wielebny John McKaeg, który udzielił pierwszego chrztu w 1832 w wodach zatoki Woolloomooloo. W 1836 w Sydney wzniesiono pierwszą kaplice baptystyczną. Pierwszy zbór w Australii powstał rok wcześniej w 1835 w Hobart. W 1862 powołano w stanie Wiktoria pierwszą unię zborów baptystycznych.

## Statystyki
W 2007 Unia zrzeszała 61 409 świadomie ochrzczonych członków, natomiast w 2015 miała 70 762 ochrzczonych członków oraz 992 zbory.
Spis ludności z roku 2011 wykazał 352 000 osób deklarujących się jako baptyści, jednakże do denominacji łącznie z dziećmi i sympatykami należy 142 000 wiernych.

## Struktura
Kościół dzieli się na siedem unii stanowych (okręgów)
- Kościoły Baptystyczne Południowej Walii (Baptist Churches of NSW) - obejmuje również terytorium stołeczne.
- Unia Baptystyczna Terytorium Północnego (Baptist Union of the Northern Territory)
- Baptyści Queenslandu (Queensland Baptists)
- Kościoły Baptystyczne Południowej Australii (Baptist Churches of South Australia),
- Kościoły Baptystyczne Tasmanii (Baptist Churches of Tasmania)
- Unia Baptystyczna Wiktorii (Baptist Union of Victoria)
- Kościoły Baptystyczne Australii Zachodniej (Baptist Churches of Western Australia)

Denominacja jest członkiem Światowego Związku Baptystycznego oraz Baptystycznej Federacji Azji i Pacyfiku.